# Sortelung

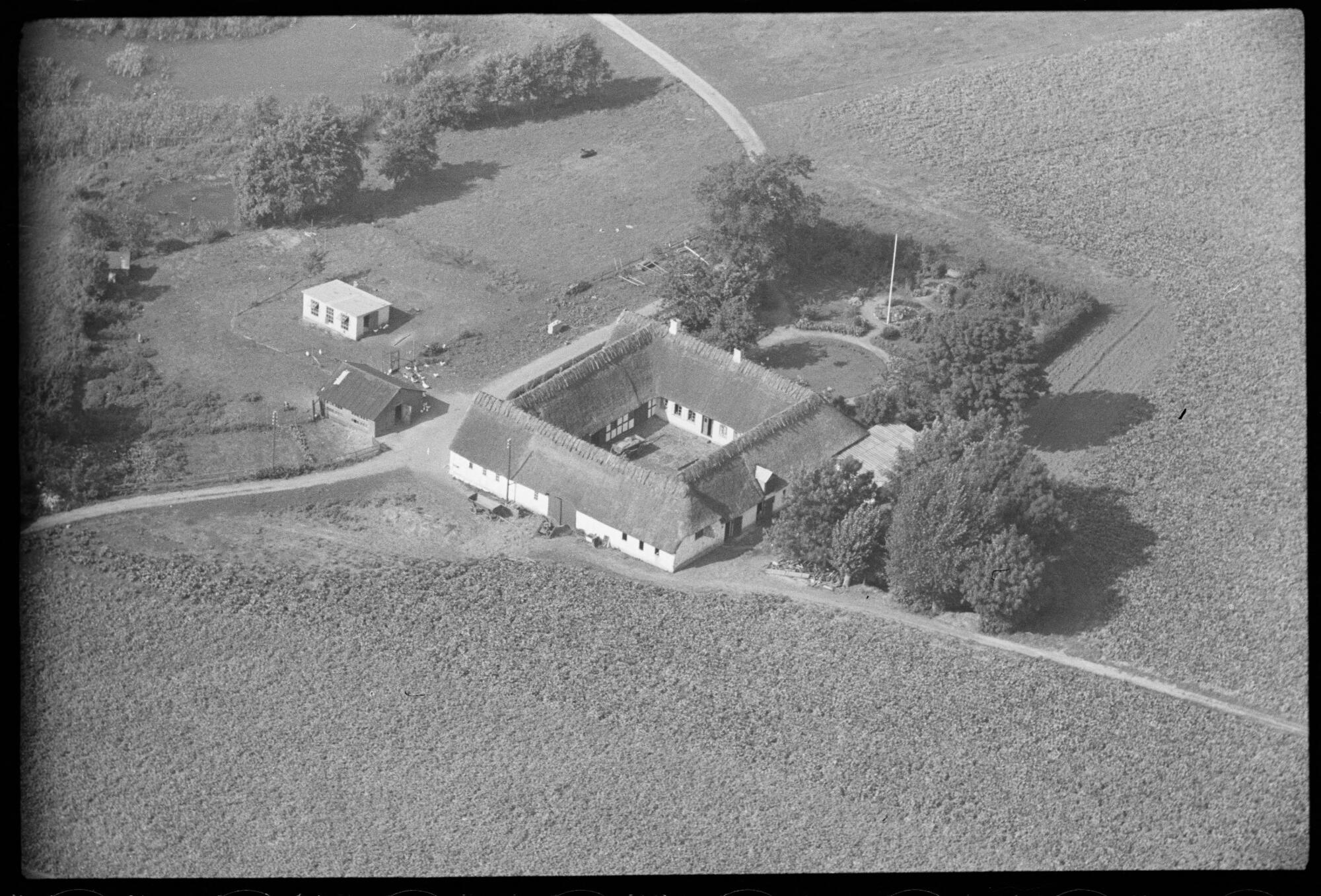
Nielsen szülőháza
Viggo Sylvest Jensen légifotója, 1939

Sortelung falu Dániában, a Syddanmark (Dél-Dániai) régióban, Fyn szigetén, Nørre Lyndelse város határában, Odensétől délre. A 2007-es közigazgatási reform előtt Fyn megyei Årslev községhez tartozott. A falu az evangélikus Dán Népegyház (Den Danske Folkekirke) területi hierarchiájában a Fyn Egyházmegye (Fyens Stift) Középső-Fyn Esperességéhez (Midtfyn Provsti) tartozó Nørre Lyndelse plébániához (Nørre Lyndelse Sogn) tartozik. Itt született a híres dán zeneszerző, Carl Nielsen. A faluban található a Vöröskereszt regionális szervezetének központja.

## Földrajza
Dánia harmadik legnagyobb szigetének, Fynnek középső részén található, Odensétől 12 kilométerre délre. A faluban két kisebb tó található.

### Éghajlata
Éghajlata a mérsékelt éghajlati övbe tartozik. Az ország északi fekvése miatt a nappalok hossza az év folyamán jelentősen változik. Télen a legrövidebb napokon a nap fél kilenc után kel és háromnegyed négy előtt nyugszik, míg nyáron fél öttől este tízig is fent lehet a nap. A legmelegebbet (36,1 °C) 2006 júniusában, míg a leghidegebbet (-23,3 °C) 2012 februárjában mérték.
| Hónap                         | Jan. | Feb. | Már. | Ápr. | Máj. | Jún. | Júl. | Aug. | Szep. | Okt. | Nov. | Dec. | Év   |
| ----------------------------- | ---- | ---- | ---- | ---- | ---- | ---- | ---- | ---- | ----- | ---- | ---- | ---- | ---- |
| Átlagos max. hőmérséklet (°C) | 3,8  | 3,8  | 6,6  | 11,6 | 16,6 | 19,4 | 22,2 | 21,6 | 17,2  | 12,7 | 7,7  | 5,0  | 12,4 |
| Átlaghőmérséklet (°C)         | 1,3  | 1,3  | 3,3  | 7,2  | 11,6 | 14,4 | 16,9 | 16,6 | 13,3  | 9,4  | 5,2  | 2,5  | 8,6  |
| Átlagos min. hőmérséklet (°C) | −1,1 | −1,1 | 0,0  | 2,7  | 6,6  | 9,4  | 11,6 | 11,6 | 9,4   | 6,1  | 2,7  | 0,0  | 4,9  |
| Átl. csapadékmennyiség (mm)   | 34   | 20   | 25   | 21   | 31   | 42   | 40   | 43   | 39    | 40   | 33   | 28   | 397  |
| Havi napsütéses órák száma    | 52   | 61   | 114  | 167  | 217  | 235  | 224  | 201  | 135   | 87   | 52   | 41   | 1586 |
| Forrás:                       |      |      |      |      |      |      |      |      |       |      |      |      |      |

## Látnivalók
- Carl Nielsen szülőháza

## További hivatkozások
- Sortelung elhelyezkedése Dánia térképén